# Sigma 7
Le Sigma 7 est ordinateur membre de la série Sigma du constructeur américain SDS, décliné sous plusieurs modèles dans les années 1960, y compris après le rachat de SDS par Xerox en 1969.
Des améliorées et renforcées ont été commercialisées par la Compagnie internationale pour l'informatique française.

## Éléments techniques

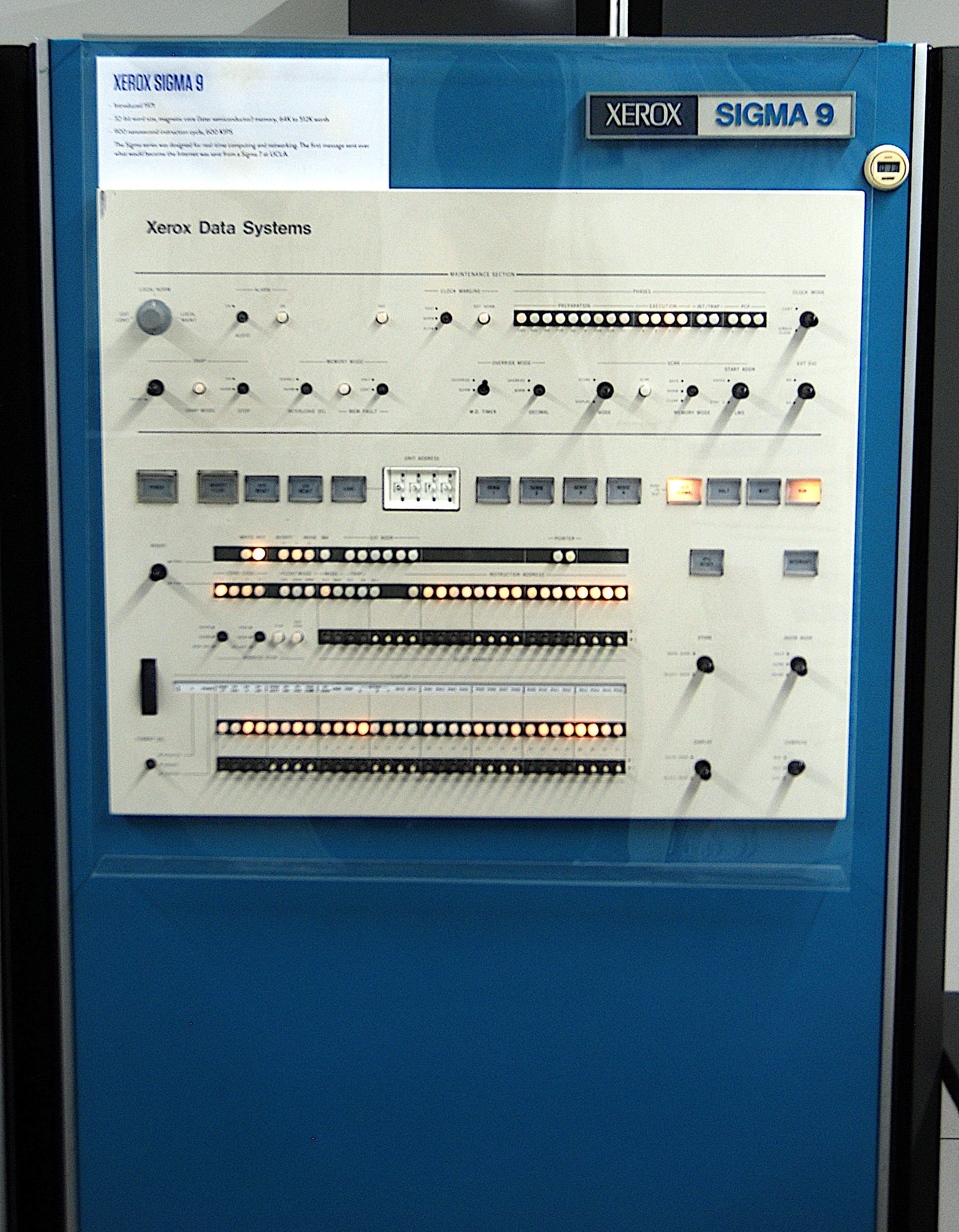
Panneau frontal d'un ordinateur Xerox Sigma 9.

Le Sigma 7 est un des premiers ordinateurs de 3e génération, d'architecture élégante mais sans logiciel. Il se destine principalement aux applications scientifiques et militaires et sera commercialisé sous licence en France par la Compagnie Internationale pour l'Informatique (CII) sous le nom de CII 10070. Diverses améliorations techniques lui seront apportées, notamment reprises du Sigma 9, afin de devenir l'Iris 50 et l'Iris 80, utilisés avec les systèmes d'exploitation Siris 7 puis Siris 8.